# ترانه‌شناسی فریدون فروغی

## آلبوم‌ها
این آلبوم‌ها بر روی نوار کاست منتشر شدند.

### فریدون فروغی با آغازی نو (دوتا چشم سیاه داری) - ۱۳۵۸
| نام ترانه     | ترانه‌سرا       | آهنگساز               | تنظیم              |
| ------------- | -------------- | --------------------- | ------------------ |
| قریه          | فرهنگ قاسمی    | محمد شمس              | محمد شمس           |
| سال قحطی      | مسعود امینی    | فریدون فروغی          | منوچهر چشم‌آذر      |
| حقه*          | فرهنگ قاسمی    | تامی بویس و بابی هارت | فریدون فروغی       |
| دوتا چشم سیاه | بیژن مفید      | بیژن مفید             | فریدون فروغی       |
| طلوع خونین    | فرهنگ قاسمی    | ویکتور یانگ           | فریدون فروغی       |
| طاهره         | طاهره قرةالعین | فریدون فروغی          | فریدون فروغی       |
| شیاد          | فرهنگ قاسمی    | فریدون فروغی          | فریدون فروغی       |
| تنگنا         | فرهاد شیبانی   | اسفندیار منفردزاده    | اسفندیار منفردزاده |

- بازخوانی قطعه I'm not Your Stepping Stone از گروه Paul Revere & the Raiders با شعری فارسی.

### سل ۲ (مشترک با کوروش یغمایی و هومن محمودی) - ۱۳۶۰
| نام ترانه       | خواننده      | ترانه‌سرا      | آهنگساز      | تنظیم        |
| --------------- | ------------ | ------------- | ------------ | ------------ |
| غروب بندر       | کوروش یغمایی | حسین نجفیان   | کوروش یغمایی | کوروش یغمایی |
| کوچه شهر دلم    | فریدون فروغی | حسین نجفیان   | کوروش یغمایی | کوروش یغمایی |
| گرد خاطره       | هومن محمودی  | حسین نجفیان   | کوروش یغمایی | کوروش یغمایی |
| Monamor (دکلمه) | کوروش یغمایی | ترجمه فارسی   | کوروش یغمایی | کوروش یغمایی |
| قوزک پا         | فریدون فروغی | مسعود امینی   | فریدون فروغی | کوروش یغمایی |
| راه گم کرده     | کوروش یغمایی | نعمت‌الله مداح | کوروش یغمایی | کوروش یغمایی |
| اولین ترانه     | هومن محمودی  | حسین نجفیان   | کوروش یغمایی | کوروش یغمایی |

## صفحه گرامافون
این ترانه‌ها بر روی صفحه ۴۵ دور گرامافون منتشر شدند.

### موسیقی فیلم آدمک (۱۳۵۰)
| نام ترانه     | ترانه‌سرا       | آهنگساز        | تنظیم          | توضیحات      |
| ------------- | -------------- | -------------- | -------------- | ------------ |
| کژدم (بی‌کلام) |                | خسرو هریتاش    | خسرو هریتاش    | روی اول صفحه |
| آدمک          | تورج شعبان‌خانی | تورج شعبان‌خانی | تورج شعبان‌خانی | روی دوم صفحه |

### موسیقی فیلم آدمک
| نام ترانه    | ترانه‌سرا       | آهنگساز        | تنظیم          | توضیحات      |
| ------------ | -------------- | -------------- | -------------- | ------------ |
| والس جاده    | بی‌کلام         | خسرو هریتاش    | خسرو هریتاش    | روی اول صفحه |
| آب‌بازی       | بی‌کلام         | خسرو هریتاش    | خسرو هریتاش    | روی اول صفحه |
| دیوانه من    | تورج شعبان‌خانی | تورج شعبان‌خانی | تورج شعبان‌خانی | روی دوم صفحه |
| سرشک مادر من | بی‌کلام         | خسرو هریتاش    | خسرو هریتاش    | روی دوم صفحه |

### غم تنهائی اسیرت میکنه (۱۳۵۱)
| نام ترانه                                      | ترانه‌سرا   | آهنگساز    | تنظیم      | توضیحات      |
| ---------------------------------------------- | ---------- | ---------- | ---------- | ------------ |
| غم تنهائی                                      | آرش سزاوار | ویلیام خنو | ویلیام خنو | روی اول صفحه |
| آهنگ بیکلام غم تنهائی سولوی پیانو سروژ گورکیان | بی‌کلام     | ویلیام خنو | ویلیام خنو | روی دوم صفحه |

### زندون دل (۱۳۵۱)
| نام ترانه                                      | ترانه‌سرا   | آهنگساز    | تنظیم         | توضیحات      |
| ---------------------------------------------- | ---------- | ---------- | ------------- | ------------ |
| زندون دل                                       | آرش سزاوار | ویلیام خنو | ویلیام خنو    | روی اول صفحه |
| آهنگ بیکلام زندون دل سولوی پیانو منوچهر چشم‌آذر | بی‌کلام     | ویلیام خنو | منوچهر چشم‌آذر | روی دوم صفحه |

### فتنه چکمه‌پوش (۱۳۵۱)
| نام ترانه                       | ترانه‌سرا     | آهنگساز    | تنظیم       | توضیحات      |
| ------------------------------- | ------------ | ---------- | ----------- | ------------ |
| فتنه چکمه‌پوش                    | مسعود هوشمند | حسین واثقی | فرشاد واثقی | روی اول صفحه |
| فتنه چکمه‌پوش با صدای حسین واثقی | مسعود هوشمند | حسین واثقی | فرشاد واثقی | روی دوم صفحه |

### نماز (۱۳۵۱)
در سال ۱۳۵۲ برای فیلم "زن باکره" استفاده شد.
| نام ترانه                 | ترانه‌سرا    | آهنگساز            | تنظیم              | توضیحات      |
| ------------------------- | ----------- | ------------------ | ------------------ | ------------ |
| نماز                      | شهیار قنبری | اسفندیار منفردزاده | اسفندیار منفردزاده | روی اول صفحه |
| نماز با دکلمه شهیار قنبری | شهیار قنبری | اسفندیار منفردزاده | اسفندیار منفردزاده | روی دوم صفحه |

### موسیقی فیلم تنگنا (۱۳۵۲)
| نام ترانه     | ترانه‌سرا     | آهنگساز            | تنظیم              | توضیحات      |
| ------------- | ------------ | ------------------ | ------------------ | ------------ |
| تنگنا         | فرهاد شیبانی | اسفندیار منفردزاده | اسفندیار منفردزاده | روی اول صفحه |
| موسیقی فیلم ۱ | بی‌کلام       | اسفندیار منفردزاده | اسفندیار منفردزاده | روی دوم صفحه |
| موسیقی فیلم ۲ | بی‌کلام       | اسفندیار منفردزاده | اسفندیار منفردزاده | روی دوم صفحه |
| موسیقی فیلم ۳ | بی‌کلام       | اسفندیار منفردزاده | اسفندیار منفردزاده | روی دوم صفحه |

### قوزک پا (۱۳۵۳)
| نام ترانه                       | ترانه‌سرا    | آهنگساز      | تنظیم         | توضیحات      |
| ------------------------------- | ----------- | ------------ | ------------- | ------------ |
| قوزک پا                         | مسعود امینی | فریدون فروغی | منوچهر چشم‌آذر | روی اول صفحه |
| آهنگ بی‌کلام قوزک پا سولوی پیانو | بی‌کلام      | فریدون فروغی | منوچهر چشم‌آذر | روی دوم صفحه |

### ماهی خسته من (۱۳۵۳)
در روی دوم صفحه، آهنگی از "دمیس روسس" است.
| نام ترانه                | ترانه‌سرا     | آهنگساز      | تنظیم        | توضیحات      |
| ------------------------ | ------------ | ------------ | ------------ | ------------ |
| ماهی خسته من             | میرزالو      | ویلیام خنو   | واروژان      | روی اول صفحه |
| Goodbye My Love, Goodbye | لیو لیاندروس | لیو لیاندروس | لیو لیاندروس | روی دوم صفحه |

### همیشه غایب (۱۳۵۳)
آهنگ و تنظیم مشترک با "ماهی خسته من" و شعر متفاوت. برای فیلم "تنگسیر".
| نام ترانه         | ترانه‌سرا    | آهنگساز    | تنظیم   | توضیحات      |
| ----------------- | ----------- | ---------- | ------- | ------------ |
| همیشه غایب        | شهیار قنبری | ویلیام خنو | واروژان | روی اول صفحه |
| دکلمه شهیار قنبری | شهیار قنبری | ویلیام خنو | واروژان | روی دوم صفحه |

## تک‌آهنگ‌ها
این آهنگ‌ها در مجموعه‌های مختلف بر روی نوار کاست یا سی‌دی منتشر شدند.
| نام ترانه                                            | ترانه‌سرا                       | آهنگساز              | تنظیم              | سال انتشار | توضیحات                                                 |
| ---------------------------------------------------- | ------------------------------ | -------------------- | ------------------ | ---------- | ------------------------------------------------------- |
| سال قحطی                                             | مسعود امینی                    | فریدون فروغی         | فریدون فروغی       | ۱۳۴۹       |                                                         |
| مرد غریب                                             | سعید دبیری                     | فریدون خشنود         | اریک               | ۱۳۵۱       | برای فیلم "تنها مرد محله"                               |
| ماهی خسته من (چند صدایی) فریدون، شهلا، مهرداد، سامان | میرزالو                        | ویلیام خنو           |                    | ۱۳۵۱       | به اشتباه این آهنگ به کیوان و نلی نسبت داده می‌شود.      |
| نیاز                                                 | شهیار قنبری                    | اسفندیار منفردزاده   | اسفندیار منفردزاده | ۱۳۵۲       | نسخه اصلاح شده ترانه "نماز"                             |
| قاصدک                                                | مسعود امینی                    | بابک افشار           | واروژان            | ۱۳۵۲       | برای فیلم "کیفر"                                        |
| یاران                                                | ایرج جنتی عطایی                | فریدون فروغی         | محمد شمس           | ۱۳۵۳       | برای فیلم "یاران"                                       |
| گرفتار                                               | فرهنگ قاسمی                    | محمد شمس             | محمد شمس           | ۱۳۵۳       |                                                         |
| هوای تازه                                            | فریدون فروغی                   | فریدون فروغی         | منوچهر چشم‌آذر      | ۱۳۵۳       |                                                         |
| خاک                                                  | مسعود امینی                    | فریدون فروغی         | منوچهر چشم‌آذر      | ۱۳۵۴       |                                                         |
| حباب اشک                                             | فرهاد شیبانی                   | فریدون فروغی         | محمد شمس           | ۱۳۵۶       |                                                         |
| یک بغل باد                                           | مسعود امینی                    | فریدون فروغی         | اریک               | ۱۳۵۶       |                                                         |
| بت‌شکن                                                | فرهنگ قاسمی                    | فریدون فروغی         | محمد شمس           | ۱۳۵۷       |                                                         |
| روسپی                                                | فرهنگ قاسمی                    | رضا جهان شمس         |                    | ۱۳۵۸       |                                                         |
| اعتمادی به تو نیست                                   | مهدی لواسانی                   | محمد شمس             | محمد شمس           | ۱۳۵۸       |                                                         |
| یار دبستانی من                                       | منصور تهرانی                   | منصور تهرانی         | محمد شمس           | ۱۳۵۹       | برای فیلم از "فریاد تا ترور"                            |
| دچار                                                 | نیما یوشیج، شاملو، سهراب سپهری | فردین خلعتبری        |                    | ۱۳۷۹       | برای فیلم "دختری به‌نام تندر"                            |
| زاهد (پادشه خوبان)                                   | حافظ                           | فریدون فروغی         | کوروش یغمایی       | ۱۴۰۲       | آهنگ و تنظیم مشترک با قوزک پا از آلبوم سل ۲، شعر متفاوت |
| خواب گل سرخ (چرا نه)                                 | فرهنگ قاسمی                    | برگرفته از Let It Be |                    |            |                                                         |
| یا علی                                               |                                | فریدون فروغی         | فریدون فروغی       |            |                                                         |
| دیوانه من                                            | تورج شعبان‌خانی                 | محمود قراملکی        |                    |            | تنظیم متفاوت از نسخه صفحه                               |
| My Love Is In The Hot Town                           |                                |                      |                    |            |                                                         |
| I Live With Your Dream                               |                                |                      |                    |            |                                                         |